# Наступ сирійської опозиції (2024)
27 листопада 2024 року сирійські опозиційні угруповання на чолі з «Гаят Тахрір аш-Шам» (ГТШ) розпочали масштабний наступ на проурядові сили Сирійської арабської армії (САА) у західній частині провінції Алеппо в Сирії. ГТШ назвала цей наступ «Стримуванням агресії» і почала його у відповідь на обстріли САА західної частини Алеппо, що почастішали. Цей наступ став першим випадком, коли сили опозиції розпочали атаку після перемир'я в Ідлібі у березні 2020 року.
У ніч на 8 грудня Дамаск був узятий повстанцями що ознаменувало кінець правління Башара Асада у країні. Збройні сили Сирії оголосили про капітуляцію.

## Передумови
В наслідок операції «Весняний щит» Туреччина врятувала сирійську опозицію від розгрому урядовими військами. Після угоди про припинення вогню в Ідлібі в березні 2020 року припинилися широкомасштабні операції між опозицією та проурядовими силами на північному заході Сирії. Проте опозиційні групи, що базуються на північному заході Сирії, підготувалися до відновлення бойових дій, зокрема ГТШ зміцнила свій військовий потенціал шляхом реформування своїх структур у звичайні збройні сили, покращуючи підготовку та створення сил спеціального призначення, що спеціалізуватимуться на рейдах та нічних операціях. За даними Kyiv Post, деякі ісламістські облікові записи в соціальних мережах повідомляли, що повстанці в Ідлібі пройшли певну підготовку та іншу підтримку від Головного управління розвідки Міністерства оборони України. Тим часом сирійський уряд страждав від зростаючої корупції, а дослідник Чарльз Лістер описав його як «найбільшу у світі наркодержаву», чия «корумпована бізнес-еліта та потужна мережа військових командирів, лідерів збройних формувань і воєначальників» були скріплені наркотиками. Починаючи з кінця 2022 року, сили ГТШ почали серію диверсійних та снайперських атак на урядові сили, що давало змогу провести наступ. Алеппо контролювалося урядом Башара Асада та підтримуваними Іраном збройними формуваннями після боїв за місто в 2016 році.
У жовтні 2024 року ГТШ та урядові сили розпочали велику мобілізацію в сільській місцевості Алеппо, оскільки сирійські повстанці повідомили, що вони місяцями готувалися до широкомасштабного наступу на урядові сили в межах міста Алеппо. 26 листопада 2024 року артилерія урядових сил завдала удару по контрольованому опозицією місту Аріха, убивши та поранивши 16 мирних жителів.
На момент початку наступу режим Асада контровав близько 65-70 % території Сирії, зокрема усі вісім головних міст — Дамаск, Алеппо, Хомс, Хама, Латакія, Тартус, Дераа і Дейр-ез-Зор. На цих територіях проживає приблизно 12 мільйонів людей із 17-мільйонного населення повоєнної Сирії. Опозиція утримувала невелику частину півночі країни. Деякі ділянки країни перебували під контролем Туреччини, США чи курдів. За різними оцінками, за 13 років війни було вбито мінімум 618 тис. осіб, а 6,7 мільйонів громадян вимушено покинули країну.

## Хронологія подій
27 листопада 2024 року HTS оголосили про початок наступу під назвою «Стримування агресії» на проурядові сили на заході провінції Алеппо. Сирійська опозиція стверджувала, що наступ був відповіддю на нещодавні артилерійські обстріли сирійським урядом Башара Асада утримуваного повстанцями Ідлібу, в результаті яких загинуло щонайменше 30 мирних жителів.
Протягом перших 10 годин наступу HTS захопили 20 міст і сіл, які перебували під контролем проурядових сил. Серед них: Урм аль-Кубра, Анжара, Урм аль-Сугра, Шейх Акіль, Бала, Аджиль, Аль-Хавтах, Таль ад-Дабаа, Хайр Даркал, Кубтан аль-Джабаль, Ас-Салум, Аль-Касимія, Кафр Бісін, Хавр, Азназ і Басратун. Крім того, база 46-го полку урядових військ була взята в облогу HTS і захоплена через кілька годин.
Сирійський центр моніторингу за дотриманням прав людини повідомив, що в зіткненнях загинули 37 сирійських урядових солдатів і союзних ополченців і 60 бійців опозиційних сил. Підрозділ російського спецназу потрапив у засідку повстанців, які згодом опублікували фотографії загиблого російського солдата і захопленого обладнання. Кількість жертв залишається невідомою. У відповідь сирійські та російські війська розпочали повітряні атаки на райони, контрольовані повстанськими угрупованнями. Російські винищувачі також завдали авіаударів по Атарибу, Дарат-Іззі та навколишніх селах, тоді як урядові війська обстріляли контрольовані повстанцями Ідліб, Аріху, Сармаду та інші райони на півдні провінції Ідліб.
28 листопада HTS розпочали наступ на східну частину Ідлібу, захопивши села Дадіх, Кафр Батіх і Шейх Алі, а також район міста Саракіб. Це просування наблизило їх до 2 кілометрів від шосе М5, стратегічної траси, яка була убезпечена проурядовими силами у 2020 році. HTS також атакували аеропорт ан-Найраб, розташований на схід від Алеппо, де присутні підтримувані Іраном бойовики. У другій половині дня HTS захопили села Басейн Кафр, Арназ і Аз-Зарба в західній частині Алеппо і відрізали трасу M5.
28 листопада російські винищувачі завдали численних авіаударів по аеропорту і терміналу Ідліб, унаслідок чого загинули 5 сирійських військових.
Іранські державні ЗМІ повідомили, що бригадний генерал Корпусу вартових ісламської революції (КВІР) Кіумар Пурхашемі, який служив старшим військовим радником в Сирії, був убитий повстанцями в Алеппо.
29 листопада повстанці захопили села Таль Каратабін, Абу-Канса і Аль-Тальхія в передмісті Ідлібу, а також Аль-Мансура, Джаб Кас і Аль-Бавабія в передмісті Алеппо. Тривають запеклі бої навколо міста Саракіб.. 4 цивільних особи загинули і ще 2 отримали поранення в результаті обстрілу з РСЗВ в районі Аль-Хамданія міста Алеппо. Під Ель-Бабом було здійснено напад Сил демократичної оборони, в результаті якого загинуло 15 бійців Сирійської національної армії. Семеро бійців СНА загинули в результаті російського авіаудару по військовому штабу в Маре. Чотири цивільні особи також загинули під час окремих російських авіаударів в Ідлібі.
Рано вранці 30 листопада 2024 року сили повстанців захопили Цитадель Алеппо, урядову штаб-квартиру в місті, а також «більше половини міста Алеппо» До ранку сили повстанців взяли під контроль більшу частину Алеппо, змусивши проурядові війська відступити в напрямку Ас-Сафіри.
1 грудня за повідомленням ГУР російські війська змінили командувача сил у Сирії. «Кремль відправив у відставку командувача свого угруповання в арабській республіці — генерала Сергія Кіселя.» Замість Кіселя командувати російськими силами у Сирії відправили іншого воєначальника — генерала Олександра Чайко, що командував угрупованням російських військ у Сирії у 2017—2019 роках. Унаслідок російського авіаудару в Сирії, імовірно, вбито Абу Мухаммада аль-Джулані, ватажка ісламістського угруповання «Хайят Тахрір аш-Шам», за чию голову було оголошено нагороду в 10 мільйонів доларів. Увечері Сирійська національна армія (СНА) за підтримки Туреччини розпочала наступ на утримуване СДС місто Телль-Ріфаат, захопивши його разом з кількома навколишніми селами, включаючи Шваргу, Менах, Мараназ, Кафрну, Шейх Іссу, Дейр-Джамаль та Айн-Дакну. Решта міст регіону, що перебували під контролем Демократичних сил Сирії, були взяті в облогу і відрізані від комунікацій після того, як були оточені силами опозиції.
2 грудня 2024 року Демократичні сили Сирії оголосили про плани евакуації курдських СДС з Тель-Ріфаату та району Шахба до районів Алеппо в районі Шейх Максуд та на північному сході Сирії, що перебувають під контролем Демократичних сил Сирії. Протягом дня Росія завдала авіаударів по містах, нещодавно захоплених повстанцями, в тому числі по Ас-Сафірі, Хан-Шайхуну та Мореку, в той час як під час окремого російського авіаудару по місту Ідліб загинуло 11 цивільних. Удар повстанського безпілотника по збору проурядових воєначальників біля Джабаль Зейн аль-Абідін на північ від Хами призвів до численних смертей і поранень серед їхніх рядів. У другій половині дня зіткнення між опозиційними і проурядовими силами посилилися в провінції Хама, особливо поблизу міст Карназ і Суран. У сільській місцевості на сході Хами опозиційні сили просунулися вперед, захопивши місто Каср Абу Самра. До вечора опозиція взяла під контроль села Аль-Джубейн, Телль Мала, Джалама, Аль-Джубейн, Брейдей, Карназ і Аль-Каркат в сільській місцевості Хами, в той час як важкі зіткнення тривали в місті Калат аль-Мадик. В результаті ракетного обстрілу опозиційними силами міста Хама загинуло шестеро цивільних осіб.
3 грудня опозиційні сили продовжили наступ на проурядові сили в регіоні Хама, захопивши міста Тайбат-аль-Імам, Халфая, Соран і Маардіс. У сільській місцевості на сході Алеппо відбулися запеклі зіткнення між загонами СНА і проурядовими силами в Ханасірі, коли останні намагалися відбити місто. Увечері бої між опозиційними і проурядовими силами посилилися, коли повстанці взяли під контроль понад 10 населених пунктів і вийшли до околиць Хами. Щонайменше 17 солдатів САА і 8 бойовиків ГТШ загинули в зіткненнях на північ від Хами. Двоє цивільних осіб також загинули в результаті обстрілу міста з боку ГТШ.
4 грудня проурядові сили розпочали контрнаступ на північних околицях Хами і відбили села Кафра і Маар Шухур. У західній частині Хами опозиційні угруповання почали наступ на рівнині Габ. До вечора сили опозиції перекрили дороги, що з'єднують Хаму з Раккою і Алеппо, і взяли під контроль села Шейх-Хілаль, Аль-Саан і Сарудж на сході Хами.
5 грудня опозиційні сили увійшли до північно-східної частини Хами. Повідомлялося про авіаудари проурядових сил зі східної сторони, одночасно з боями опозиційних сил. До обіду опозиційні сили встановили повний контроль над містом, оскільки проурядові сили відступили. У своїй заяві сирійський уряд заявив, що його «військові підрозділи були передислоковані за межі міста», щоб «зберегти життя цивільного населення» після того, як опозиційні сили змогли «проникнути в кілька частин міста».
6 грудня 2024 року опозиційні сили захопили п'ять міст і наблизилися до околиць Хомса, тоді як проурядові сили відступили з більшої території. У східному регіоні Дейр-ез-Заур проурядові сили почали виводити свої війська з міст Дейр-ез-Заур, Маядін, Аль-Курія та Абу-Камаль у напрямку до столиці Дамаска. До обіду проурядові сили, за повідомленнями, повністю відійшли з Хомса в напрямку міста Латакія, і лише місцеві проурядові бойовики залишилися в районах міста, де більшість населення становлять шиїти. Міністерство оборони Сирії спростувало повідомлення про те, що воно віддало наказ про повну евакуацію міста Хомс. Іран почав виводити свій персонал з Сирії рано вранці 6 грудня, відкликавши вищих командирів сил КВІР в Кудсі і наказавши евакуювати посольство Ірану в Дамаску і бази КВІР по всій Сирії. Евакуйовані іранці попрямували до Лівану та Іраку.
7 грудня 2024 року проурядові сили вийшли з регіону Кунейтра, який межує з окупованими Ізраїлем Голанськими висотами. 7 грудня 2024 року сили опозиції увійшли в регіон Ріф-Дімашк з півдня і наблизилися до столиці Дамаска на відстань 20 кілометрів. Одночасно з просуванням до Дамаска сили опозиції на півночі розпочали наступ на місто Хомс. У регіоні Ріф-Дімашк проурядові війська відійшли з міст Ассаль-аль-Вард, Ябруд, Фліта, Ан-Насерія та Артуз, тоді, як повстанці підійшли до Дамаска на відстань близько 10 кілометрів від Дамаска. До вечора проурядові сили залишили міста на околицях Дамаска, включаючи Джараману, Катану, Муадаміят аш-Шам, Дарайю, Аль-Кісва, Аль-Думайр і місця поблизу авіабази Меззех.
Рано вранці 8 грудня 2024 року опозиційні групи на півночі захопили Хомс і почали просуватися в напрямку Дамаска. Також повідомлялося, що повстанцям вдалося увійти в дамаський район Барзех. Того ж дня командування сирійської армії повідомило своїх офіцерів, що правлінню Асада прийшов кінець, а прем'єр-міністр Мохаммад Газі аль-Джалалі оголосив, що готовий «співпрацювати з будь-яким керівництвом, обраним народом».

## Втрати
Сирійський центр моніторингу за дотриманням прав людини повідомив, що було вбито 245 членів «Гаят Тахрір аш-Шам», а також 54 повстанці із союзних їм угруповань. Втрати урядових сил склали 199 осіб.
Іранські державні ЗМІ повідомили, що бригадного генерала Корпусу вартових ісламської революції (КВІР) Кіюмарса Пурхашемі, який служив старшим військовим радником у Сирії, було вбито повстанцями в Алеппо

## Реакція
- Сирія: Сирійська армія описала наступ як «величезну і масштабну терористичну атаку», в якій «велика кількість терористів, що використовують середнє і важке озброєння», атакували села, міста і військові об'єкти.[73] 30 листопада сирійський уряд оголосив про «тимчасове виведення військ» з Алеппо.[74]
- Сирійська опозиція: Хасан Абдельгані, речник сирійської повстанської коаліції, заявив, що цілями операції є сили Асада та іранські ополченці, яких він звинуватив у тому, що вони принесли «спустошення, смерть і вбивства в регіон», «експлуатуючи арабське і мусульманське населення» для просування своїх «диверсійних планів» під «прикриттям опору».[23]
- Сирійський Курдистан: Роджава мобілізувала сили і засудила напади, а речник Фархад Шамі заявив, що ці напади були спробою перешкодити миру в Сирії.[75][76]
- Іран: Міністр закордонних справ Аббас Аракчі назвав наступ «змовою, організованою США і сіоністським режимом після поразки режиму в Лівані та Палестині».[77]
- Туреччина: Міністерство закордонних справ закликало припинити авіаудари по Ідлібу і вимагало «уникнути ще більшої нестабільності і не завдати шкоди цивільному населенню».[78]
- Росія: Прессекретар президента РФ Дмитро Пєсков назвав цей наступ «порушенням суверенітету Сирії в цьому регіоні».[77]

## Аналіз
На думку різних аналітиків, сирійські повстанці користуються вакуумом, що утворився через ослаблення «Хезболли», тискові на Іран та концентрованості Росії на війні з Україною. Саме вони допомагали Башару Асаду залишатися при владі протягом усієї громадянської війни в країні.
За словами Ніка Гераса, аналітика Інституту стратегії і політики «Нові лінії», повстанці намагалися випередити наступ сирійського уряду, який готувався завдяки російським і сирійським авіаударам по повстанських районах. Вважається, що участь у наступі підтримуваних Туреччиною груп є попередженням з боку Туреччини Росії та сирійському уряду уникати будь-яких наступальних дій у регіоні.